# Kriegsgefangenenfriedhof Königsbrück

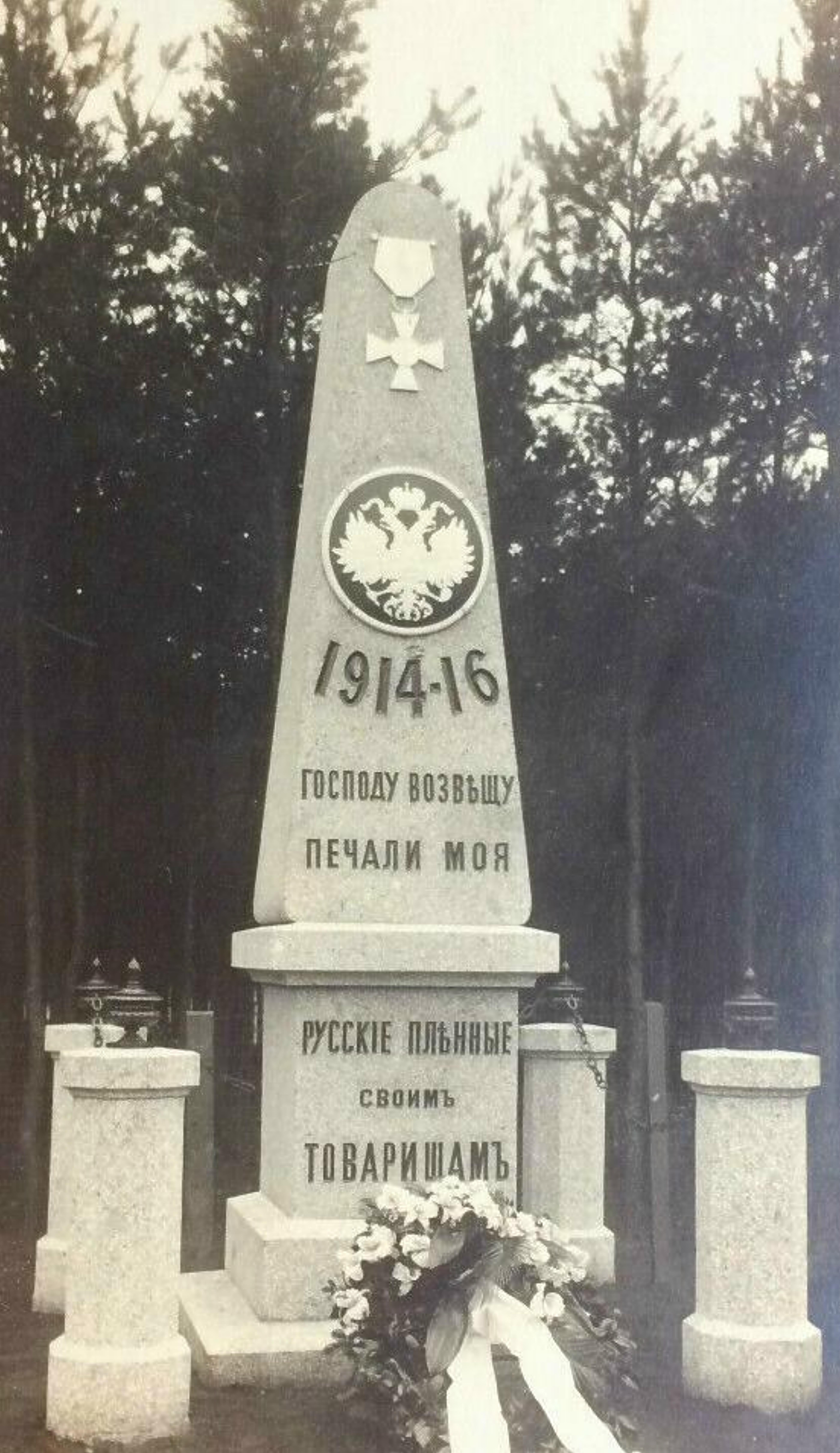
Russenobelisk 1916

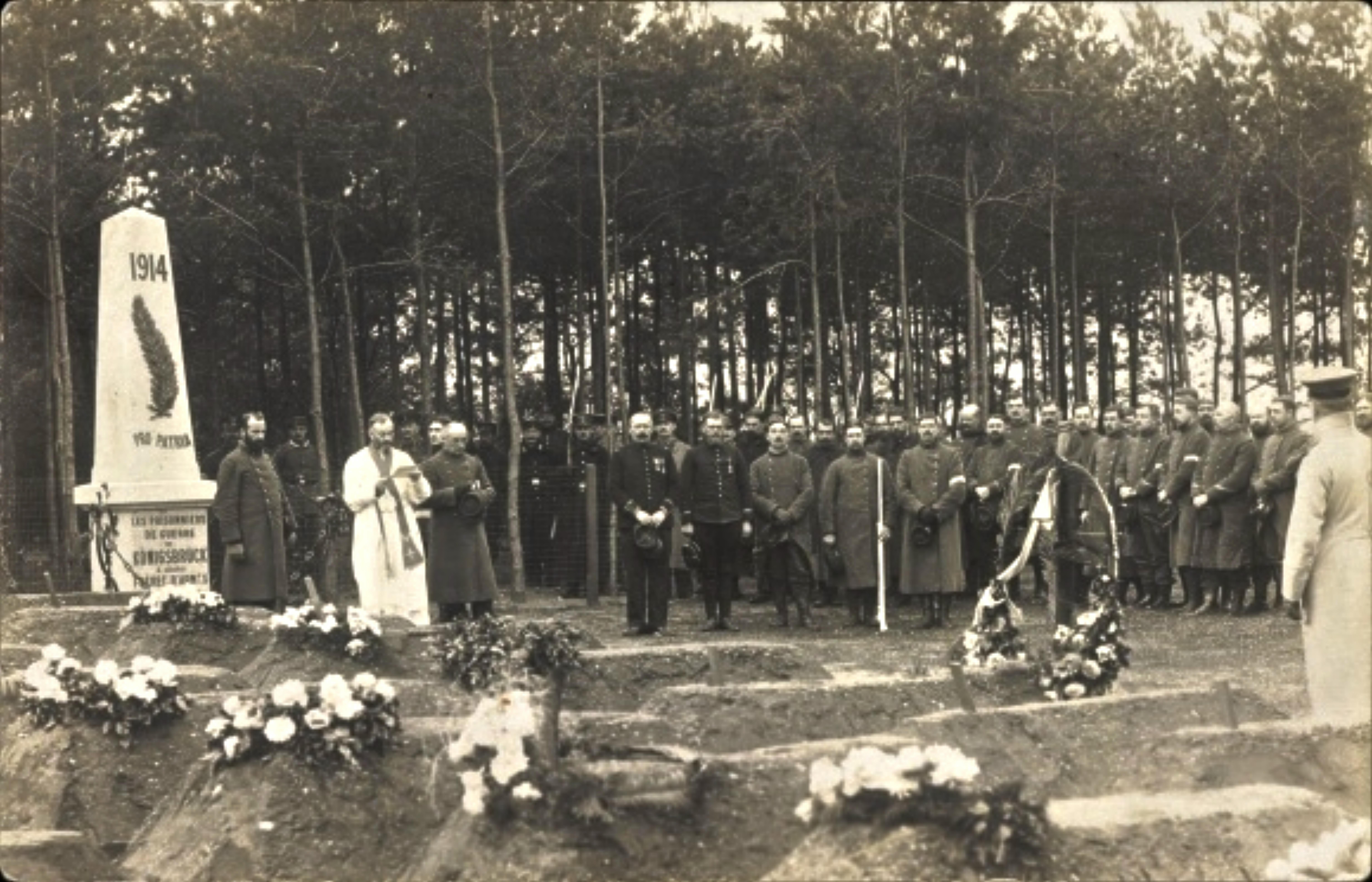
Beisetzung französischer Kriegsgefangener 1915

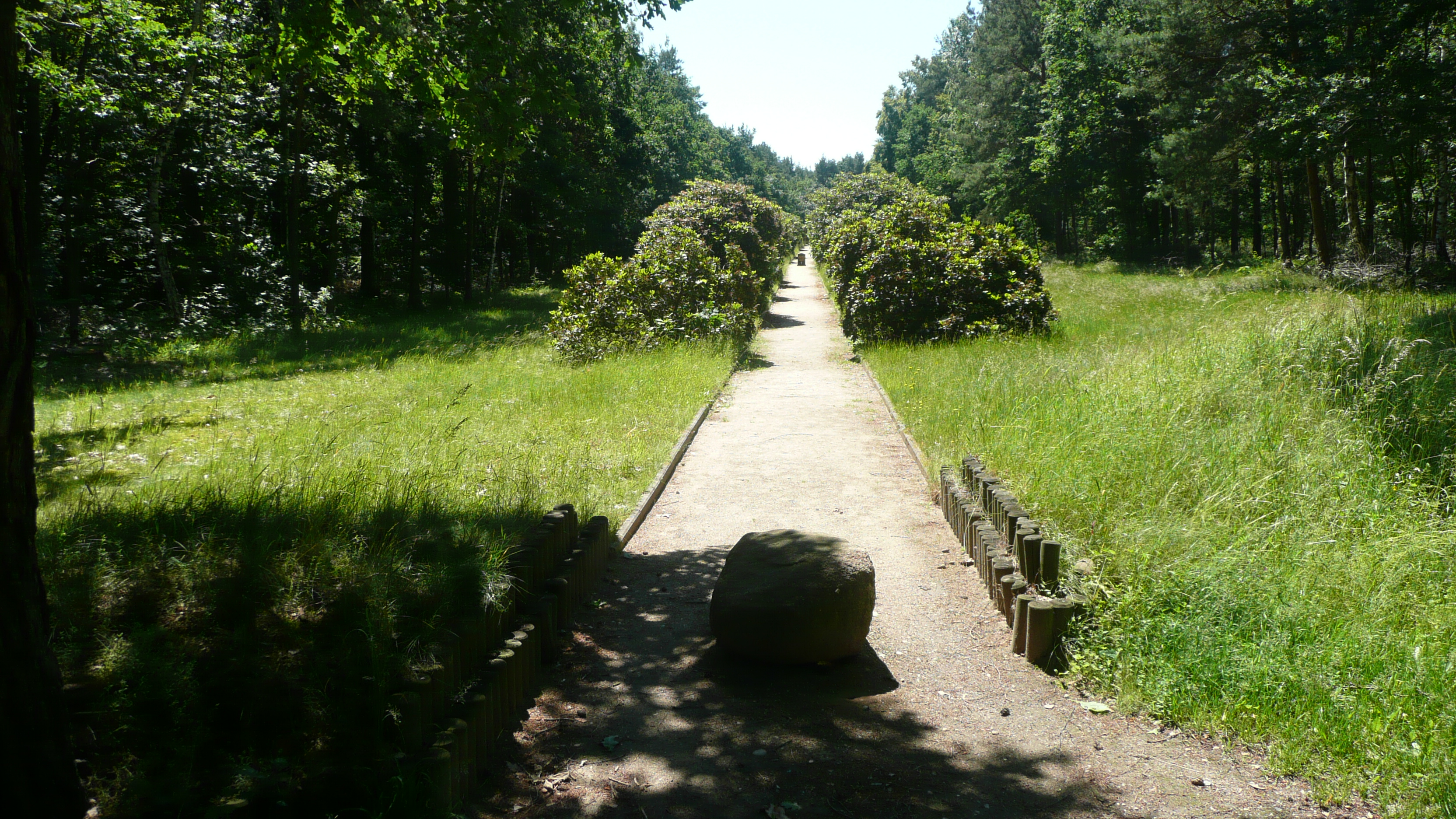
Ehrenhain, Beginn

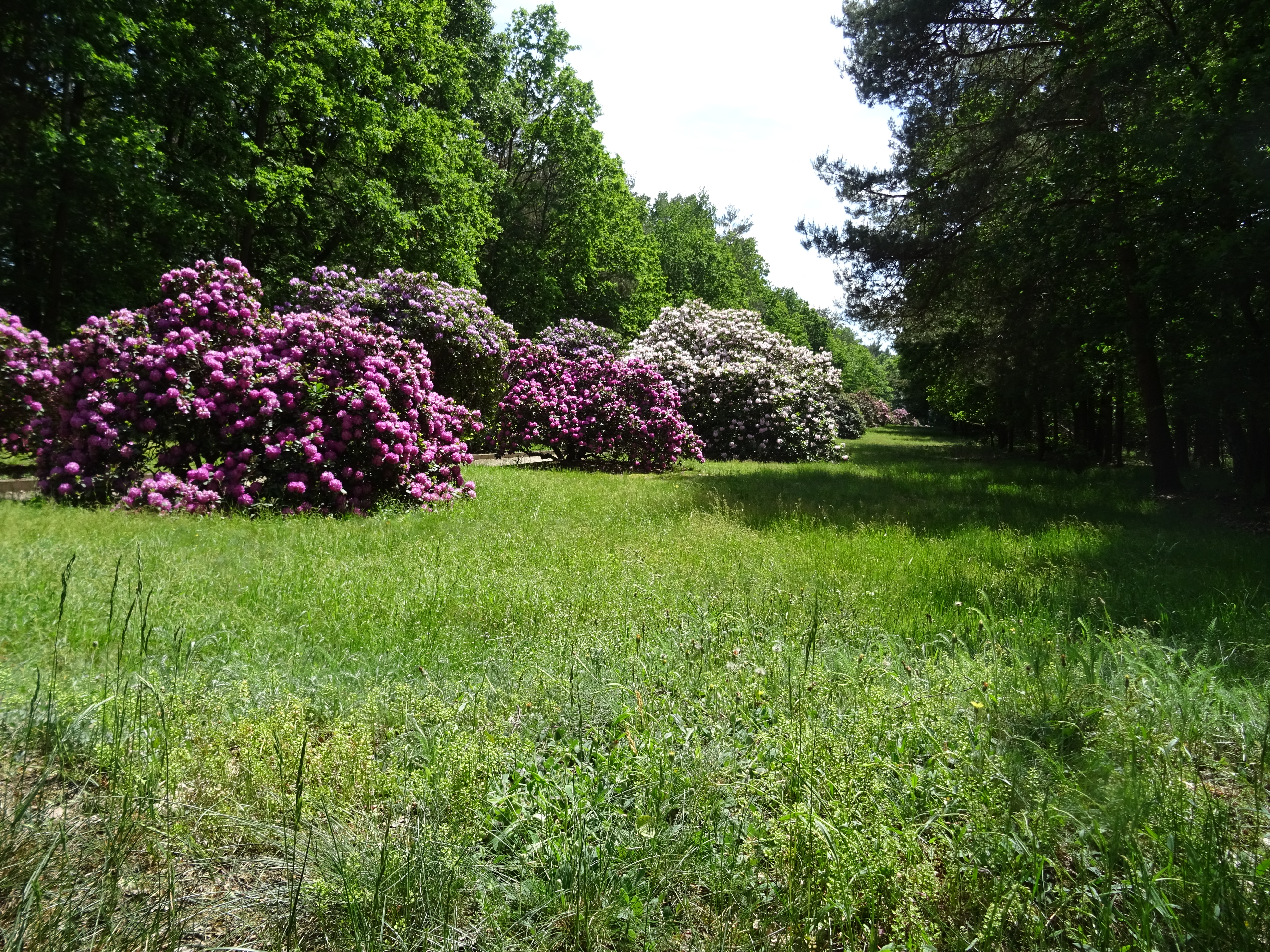
Ehrenhain

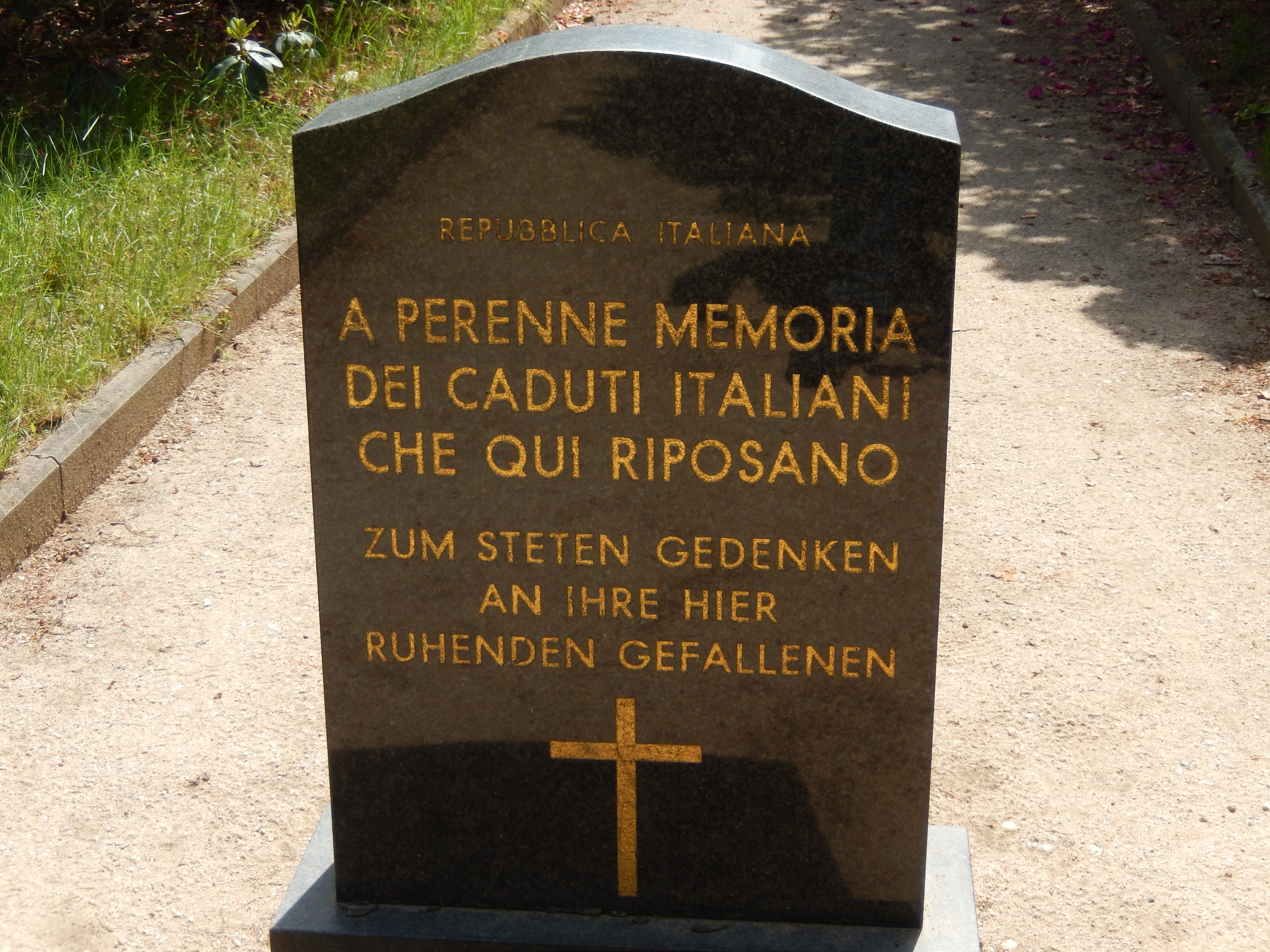
Gedenkstein Italien

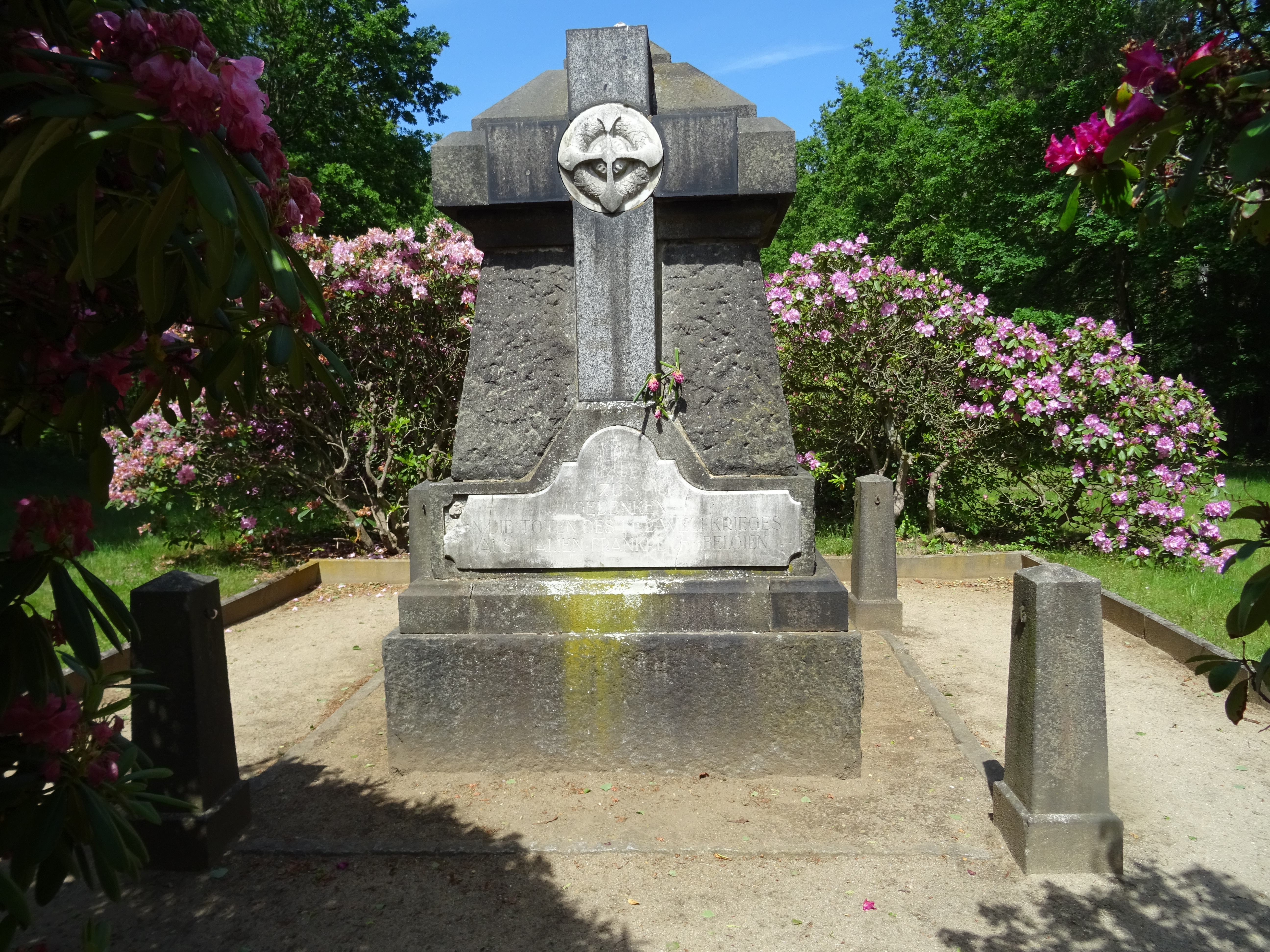
Gedenkstein Italien

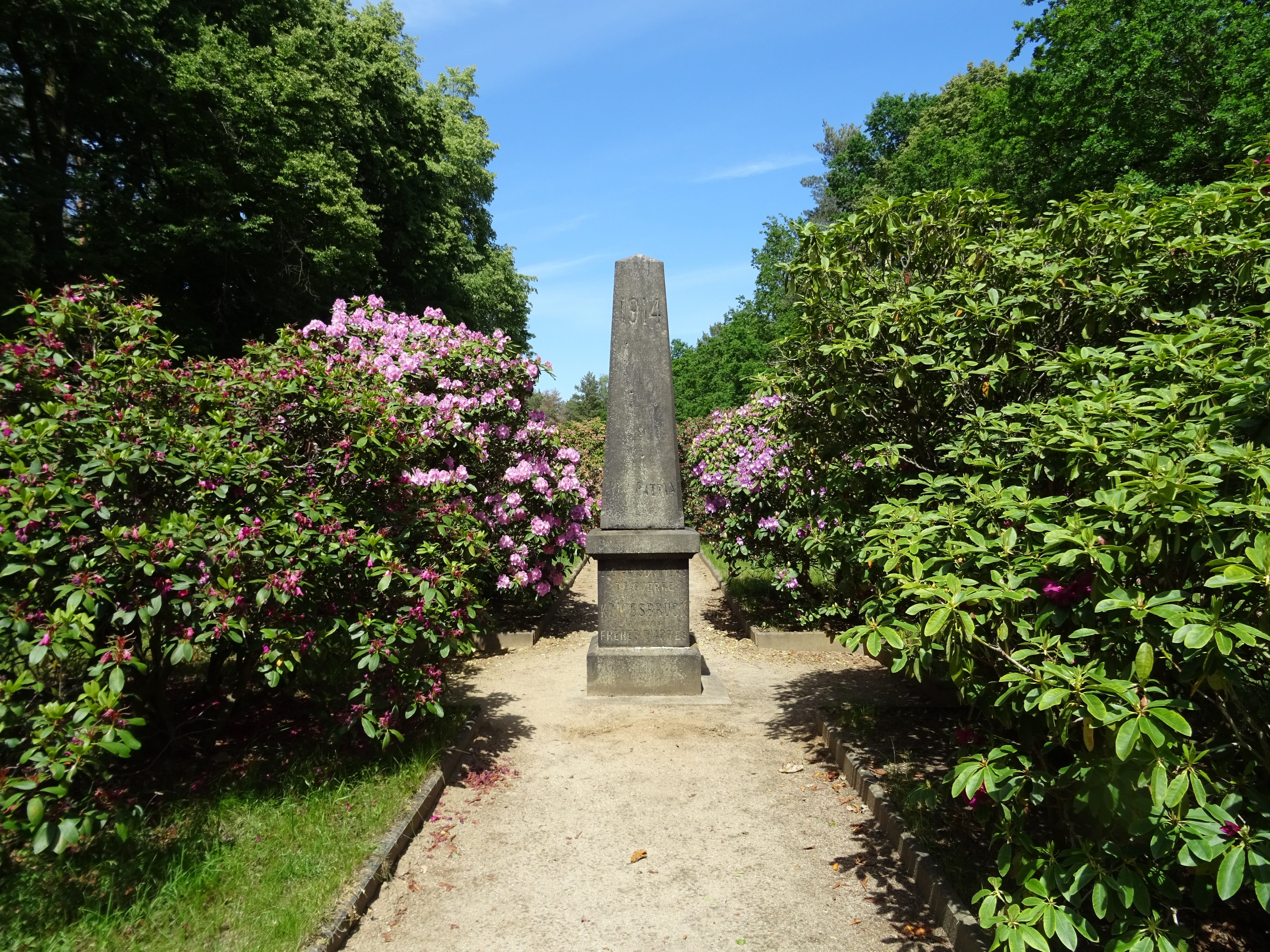
Franzosenobelisk

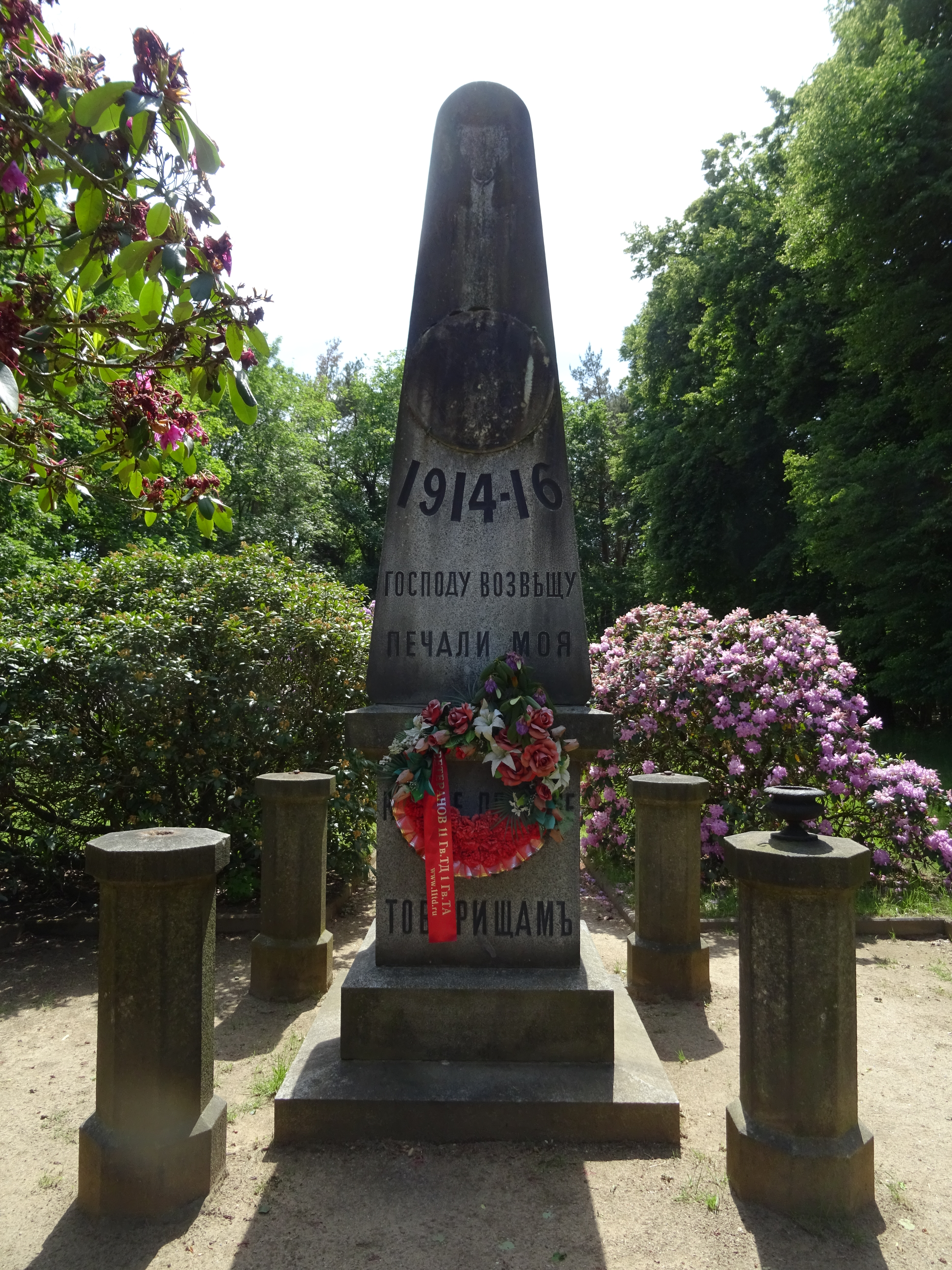
Russenobelisk 2020

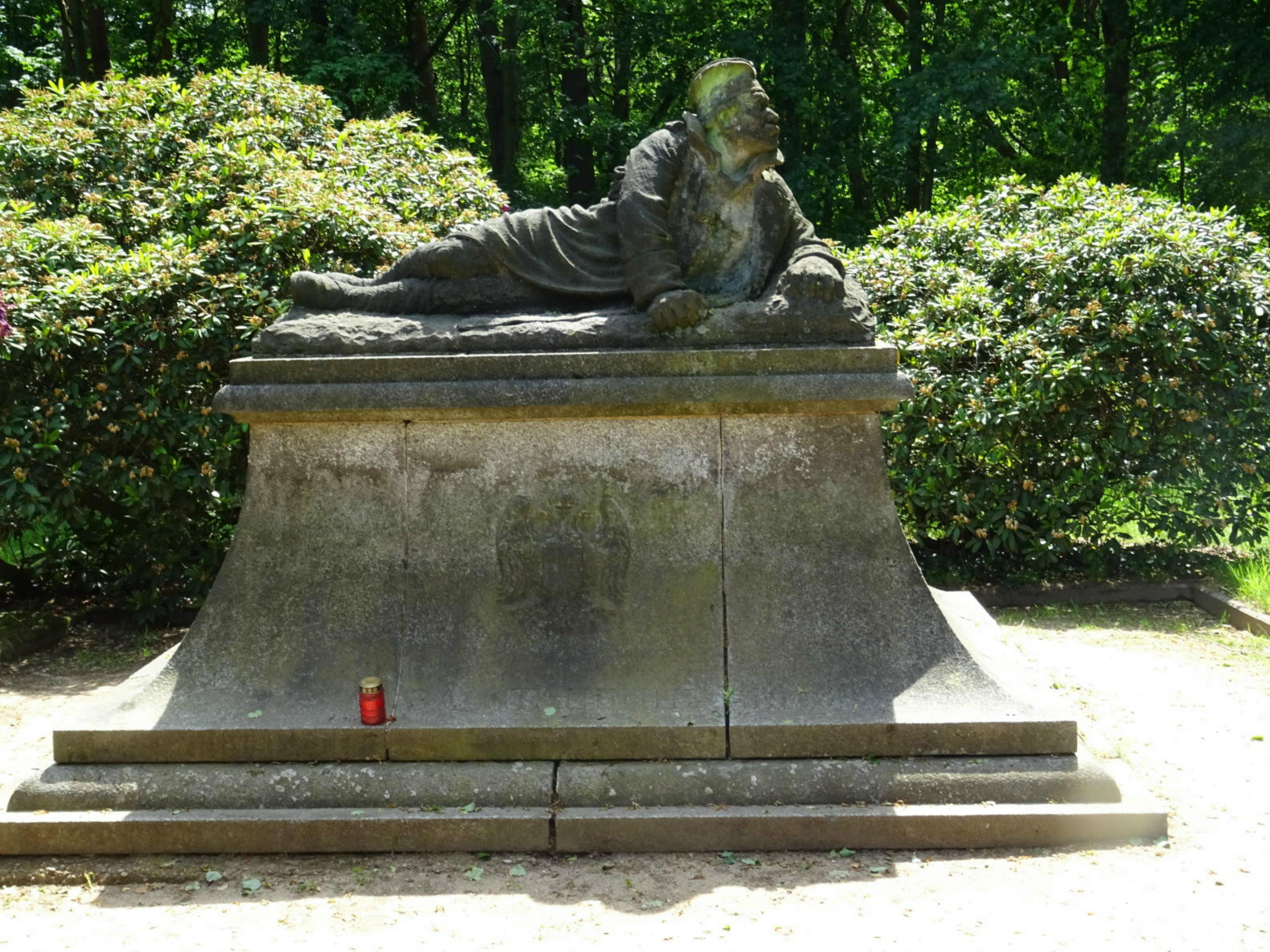
Serbendenkmal

Der Kriegsgefangenenfriedhof Königsbrück war eine Begräbnisstätte für die Gefangenen des Ersten Weltkrieges - eine Folge des Kriegsgefangenenlagers Königsbrück.

## Lage
Der Ort für die Begräbnisstätte ist ein kleiner Kiefernwald, noch auf militärischen Gelände des Truppenübungsplatzes Königsbrück liegend, zwischen der Schmorkauer Straße (B 97) und dem Zietscher Weg an der Nordostseite des Neuen Lagers.

## Vorgeschichte
Der Erste Weltkrieg begann am 28. Juli 1914 mit der Kriegserklärung des Kaiserreiches Österreich-Ungarn an Serbien. Am 1. August kam das Deutsche Kaiserreich seiner Bündnispflicht gegenüber dem Österreich-Ungarischen Partner nach und trat mit der Kriegserklärung an Frankreich dem militärischen Konflikt bei. Am 7. August 1914 begann Deutschland mit seiner Westoffensive und eroberte das von Frankreich besetzte deutsche Territorium zurück und marschierte nun selbst in Frankreich ein. Diese militärischen Aktionen sorgten für zahlreiche gefangene Soldaten. Am 4. August 1914 wurde die reitende Abteilung der Feldartillerie in Königsbrück in Eisenbahnwagons verladen und zur Westfront gebracht. Damit war der Krieg auch in Königsbrück angekommen.
Abends am 27. August 1914 trafen die ersten französischen Kriegsgefangenen ein. Zwei Tage später kamen die nächsten Gefangenentransporte und brachten über 1000 verwundete französische Soldaten nach Langebrück. Für diese Kriegsgefangenen wurde das Neue Lager für Mannschaften der französischen, russischen, serbischen und belgischen Kriegsgefangenen eingerichtet. Für die Unterbringung wurden auf die Schnelle Zelte, Stallzelte, Geräteschuppen, Offizierspferdeställe und Mannschaftsbaracken hergerichtet. Im Gefangenenlager waren zum 27. Oktober 1914 bereits 14.535 Kriegsgefangene untergebracht worden. Diese wurden von einem circa 1800 starken Bewachungskommando bewacht. Im Jahr 1916 waren bereits 15.000 Kriegsgefangene im Lager untergebracht. Davon waren 4000 Franzosen im Franzosenlager, 8000 Russen im Russenlager, 3000 Serben im Serbenlager und später, nach dem Kriegseintritt Italiens, gab es auch ein Italienerlager.
Insgesamt gab es 96 Mannschafts- und 80 Offizierslager in Deutschland in der Zeit des Ersten Weltkrieges, in denen zusammen etwa 2,5 Millionen Mann untergebracht waren. Jedes Lager war einer Inspektion als Aufsichtsbehörde zugeordnet. Ein Ehrenhain steht auf dem Gelände des ehemaligen sächsischen, deutschen, später sowjetischen Truppenübungsplatzes Königsbrück.
Inspektion Sachsen
- Lager Bautzen
- Lager Chemnitz-Ebersdorf
- Lager Königsbrück
- Lager Zwickau

Siehe: Liste der Kriegsgefangenenlager in Deutschland 1914–1918

## Kriegsgefangenenfriedhof
Nach dem 1. September 1914 verstarb der erste französische Kriegsgefangene, ein Marius Baronnier, und wurde auf dem städtischen Friedhof in Königsbrück beigesetzt. Doch schon wenige Tage später erlagen weitere französische Kriegsgefangene ihren schweren Verwundungen und Verletzungen. Auch diese wurden noch auf dem städtischen Friedhof beerdigt. Dabei war ein französischer Geistlicher, dieser hielt eine kleine Andacht mit einem Gedenken an alle Opfer des militärischen Konfliktes. Schon allein bis zum 12. September 1914 verstarben in dem Gefangenenlager im Alten Lager und im Reservelazarett II ein russischer und 25 französische Kriegsgefangene, welche noch auf dem städtischen Friedhof ihre Ruhe fanden. Damit war die Aufnahmefähigkeit des Friedhofes erreicht. Der Kommandant des Truppenübungsplatzes, Generalmajor Stark, richtete eine Anfrage an die Königliche Amtshauptmannschaft Kamenz, einen neuen Ort für die Begräbnisstätte festzulegen. Dazu schlug er den kleinen Kiefernwald, noch auf militärischen Gelände liegend, zwischen der Schmorkauer Straße und dem Zietscher Weg an der Nordostseite des Neuen Lagers vor. Bereits vier Tage später stimmte der Königliche Bezirksamtsarzt in Bautzen zu und genehmigte das Vorhaben. Am 18. September 1914 fand die Weihe mit einer Andachtsrede vom Königsbrücker Pfarrer Wauer, welcher zugleich auch die Garnison geistlich betreute, statt. Der circa 40 mal 50 Meter große Begräbnisplatz war von einem Drahtzaun umgeben und hatte mittig ein schlichtes Holzkreuz. Eingangsseits auf der linken Seite beerdigte man die Franzosen, auf der rechten wurde die Russen bestattet. Unter den Gefangenen waren einige orthodoxe Seelsorger und katholische Geistliche. Die evangelischen Gefangenen wurden von Pfarrer Wauer und Pastor Skierl aus Königsbrück betreut. Für die Katholischgläubigen war der deutsche Kaplan Rolewski, welche die Bestattungszeremonien übernahmen, zuständig.

## Denkmale
Die Begräbnisstellen wurden streng nach den Nationalitäten der Gefangenen getrennt angelegt und ausgerichtet in Abteilungen der Franzosen, Russen, Italiener und Serben. Im Jahr 1915 erfolgte die Umbettung der beerdigten Kriegsgefangenen vom städtischen Friedhof zum Begräbnisplatz auf den Gefangenenfriedhof. Diese Aktionen fanden in der Dunkelheit (nachts) statt, um die Bewohner der Stadt Königsbrück nicht zu beunruhigen. Am 24. September konnten die Umbettungsmaßnahmen beendet werden. Mit einer Feierlichkeit wurde die Überführung im Folgemonat abgeschlossen. Zum Ende des Ersten Weltkrieges musste der Gefangenenfriedhof in südlicher Richtung erweitert werden. Somit änderte sich auch die Reihenfolge der Begräbnisstätten. Nun befanden sich die serbischen und russischen Gräber in südlicher Richtung, die britischen, belgischen, amerikanischen und italienischen waren nun nördlich. Auf dem Königsbrücker Gefangenenfriedhof befanden sich 724 Begräbnisstätten:
| Nationalität | Anzahl |
| ------------ | ------ |
| Russen       | 225    |
| Italiener    | 182    |
| Serben       | 176    |
| Franzosen    | 132    |
| Briten       | 7      |
| Belgier      | 1      |
| Amerikaner   | 1      |

### Franzosenobelisk
Anfangs planten die französischen Kriegsgefangenen mit der Zustimmung des Lagerkommandanten ein Denkmal für ihre verstorbenen Kameraden herzustellen und zu errichten. Geplant war ein Obelisk, welcher von den Gefangenen selbstständig hergestellt wurde. Der Obelisk war 3 Meter hoch und hatte eine Grundfläche von 80 × 80 cm und bestand aus Granit. Die Inschrift lautet: 1914 – Für`s Vaterland – die Kriegsgefangenen von Königsbrück ihren Waffenbrüdern. Die feierliche Weihe fand am 28. März 1915 in Anwesenheit der Wachmannschaften, Seelsorgern, Gefangenen und einer Abordnung der Kommandantur statt.

### Russenobelisk
Wie die Franzosen bereits zuvor, planten auch die Russen ihren verstorbenen Gefangenen mit einem Denkmal zu gedenken. Ein Obelisk aus Granit, 4 Meter hoch und mit einer Grundfläche von 1,4 × 1,4 Meter war mit Inschriften in deutscher und russischer Sprache versehen. Vier kleinere Granitsäulen umgeben das Denkmal. Ein Georgskreuz, ein Medaillon mit Doppeladler und Zarenkrone schmücken das Denkmal. Der französische Gefangene Dehaye hat diesen Obelisk, wie zuvor bereits den französischen, geschaffen. Am 22. März 1916 erfolgte auf dem Kriegsgefangenenfriedhof die feierliche Weihe nach streng orthodoxem Ritual. In Anwesenheit der russischen Gefangenen, Angehörigen der Wachmannschaften und einer Abordnung der Kommandantur sowie des Kommandanten des Truppenübungsplatzes Generalmajor Stark und des Kommandanten des Kriegsgefangenenlagers Lange erfolgten die Feierlichkeiten.

### Serbendenkmal
Die serbischen Kriegsgefangenen litten unter anderen an ansteckenden Krankheiten und besonders unter Fleckfieber, daher machte sich ein Quarantäne-Aufenthalt im sogenannten Seuchen-Lazarett Glauschnitz erforderlich. Trotz aller mögliche medizinischer Hilfe verstarben 176 serbische Kriegsgefangene im Kriegsgefangenenlager Königsbrück. Um auch diesen Gefangenen mit einem Denkmal zu gedenken, entstand ein größerer monumentaler Gedenkstein. Eine Sandsteinplastik, einen serbischen Soldaten liegend mit aufgestützten Oberkörper, auf einen Granitsockel. Der Sockel ist 2,5 × 3,4 Meter groß und 2,50 Meter hoch. Das Monument schuf der französische Kriegsgefangene Edmond Delphaut. Eine Inschrift lautet: Die serbischen Kriegsgefangenen - Ihren Kameraden - 1916 - Fürs Vaterland - 1918. Versehen mit einem kleinen serbischen Königswappen mit Doppeladler und Brustschild sowie einem griechisches Kreuz. Auf der anderen Seite ist eine Inschrift in kyrillischen Schriftzügen. Am 4. September 1918 wurde das Denkmal von einem orthodoxen russischen Geistlichen feierlich geweiht. Die Enthüllung des Monuments erfolgte durch den Kommandanten des Lagers.

### Italiener-Gedenkstein
Erst im November 1917 kamen die italienischen Kriegsgefangenen in einem äußerst schlechten gesundheitlichen Zustand nach Königsbrück. Folglich verstarben 182 von den über dreitausend gefangenen Italienern. Der Gedenkstein für die italienischen Kriegsgefangenen war der letzte auf dem Gefangenenfriedhof in Königsbrück. Der aus Granit bestehende Gedenkstein ist 3 Meter hoch und hat eine Grundfläche von 1,9 × 1,9 Meter. Auf einer Marmorplatte lautet die Inschrift: Die Italiener - Ihren Brüdern - 1917-1918. Die Inschrift wurde 1959 abgeändert.

## Nach 1919
Nach Kriegsende musste der Kriegsgefangenenfriedhof weiter betrieben werden. Es wurden nicht alle Kriegsgefangene umgehend in ihre Heimatländer abtransportiert. Später wurden die Kriegsgefangenen in das Lager nach Bautzen umgesiedelt. In den 1920er Jahren erfolgten einige Exhumierungen, vor allem die französischen Bestatteten wurden exhumiert. Später sind alle italienischen Bestatteten exhumiert worden, diese wurden aber nicht in ihre Heimat, sondern zu einem Sammelfriedhof bei Breslau geschafft. Die verbliebenen Gräber der ehemaligen 225 russischen und 176 serbischen Kriegsgefangenen sind bis zu Beginn des Zweiten Weltkrieges gepflegt und versorgt worden.

## Bis 1945
Während des Zweiten Weltkrieges wurde der Kriegsgefangenenfriedhof weiter genutzt. Genaue Angaben sind leider nicht vorhanden. Ab November 1941 verfügte die Heeresstandortverwaltung Königsbrück die Beerdigungen von Leichen sowjetischer Kriegsgefangener auf einem besonderen Teil des im Weltkriege angelegten Friedhofes vorzunehmen. Vermutlich sollen 247 Sowjetsoldaten nordöstlich der Italienergrabstellen beerdigt worden sein. Weiterhin sind 47 Kriegsgefangene verschiedener Nationen beigesetzt worden.

## Nach 1945
Mit dem Ende des Krieges besetzte die Rote Armee auch Königsbrück mit dem riesigen Truppenübungsplatz und den Kriegsgefangenenfriedhof. Die Übergabe des Areals wurde vom sowjetischen Kommandanten an der Stadt Königsbrück im Oktober 1949 durchgesetzt, da bis dahin die Gräber von den Königsbrücker Bürgern gepflegt und versorgt wurden. Die neuen Besatzer beachteten die Gräber der zaristischen russischen und ihrer eigenen Soldaten wenig. Offiziell konnte sich die Stadt Königsbrück die Instandhaltung und Pflege des Kriegsgefangenenfriedhofes nicht in vollem Umfang leisten, weil es dafür einfach keine finanziellen Mittel gab. Jedoch haben beherzte Bürger von Schmorkau und Königsbrück die Pflege übernommen und den Kriegsgefangenenfriedhof ansehnlich über die Zeit gebracht. Ehrungen auf dem Kriegsgefangenenfriedhof fanden keine mehr statt. Der Rat des Bezirkes Dresden, Abteilung Dorf- und Städteplanung, beauftragte am 2. Dezember 1958 die Stadt Königsbrück eine geplante Umgestaltung des Kriegsgefangenenfriedhofes auszuführen. Es sollte ein Ehrenhain entstehen. Dies umfasste eine Neubepflanzung und die Entfernung der Holzkreuze mit deren Namensschilder. Des Weiteren sollten die Gräber eingeebnet werden. Die Maßnahme wurde im Jahr 1959 beschlossen. Diese politische und verantwortungslose Umgestaltung der mit namentlichen 450 und vermutlichen über 600 zu ihrer letzten Ruhe liegenden Gefangenen aus zwei Weltkriegen sind diese ihrer Identität entzogenen und somit in die Anonymität versunken. Aber auch bei dieser Maßnahme reichten die finanziellen Mittel nicht. Durch die Einebnung der Gräber lassen sich nun die Grabstellen nicht mehr zuordnen. In der Zwischenzeit wurde der Ehrenhain mit großer Mühe notdürftig instand gehalten. Vandalismus und Diebstahl von Schmuckelementen an den Grabdenkmalen bestätigen die vergessene Anlage, welches ein Schattendasein führt. So wurde das Georgskreuz vom Russen-Obelisk und der Palmenzweig des Franzosen-Steins abmontiert und gestohlen. In der Zeit wurde vom 18. bis 19. April 2017 wurde der Ehrenhain auf dem Gelände des ehemaligen sächsischen, deutschen, später sowjetischen Truppenübungsplatzes Königsbrück von Angehörigen der I. Inspektion der Offizierschule des Heeres aus Dresden gepflegt und gärtnerisch versorgt. Der Volksbund Deutsche Kriegsgräberfürsorge und der Bauhof der Gemeinde Neukirch unterstützten den freiwilligen Einsatz der zukünftigen Offiziere. Inzwischen hat der Geschichtsverein Truppenübungsplatz Königsbrück e.V. aus Königsbrück wichtige Informationstafeln aufgestellt und es wurden einige Bänke zum Verweilen und Nachdenken montiert.